# اندیس رزن
رزن یک اندیس فلزی است که در حوالی شهر خیارج استان قزوین قرار دارد و مادهٔ معدنی موجود در آن، مس است.سنگ میزبان این اندیس آندزیت، توف ، آگلومرا است و دیرینگی آن به دوران ترشیری می‌رسد. در این اندیس، پاراژنز‌های پیریت ، مالاکیت، آزوریت، لیمونیت، کوارتز ، گالن، باریت یافت می‌شوند.